# Clear River
Clear River är ett vattendrag i Kanada.   Det ligger i provinsen British Columbia, i den sydvästra delen av landet, 3 700 km väster om huvudstaden Ottawa.
I omgivningarna runt Clear River växer i huvudsak blandskog. Trakten runt Clear River är nära nog obefolkad, med mindre än två invånare per kvadratkilometer.